# 尾道市立栗原小学校
尾道市立栗原小学校（おのみちしりつ くりはらしょうがっこう）は、広島県尾道市西則末町にある公立小学校。
通称として地元の人々には「栗小（くりしょう）」と呼ばれている。

## 概要
歴史
1874年（明治7年）1月1日、創立。現校名となったのは学制改革の行われた1947年（昭和22年）。2014年（平成26年）に創立140周年を迎えた。
通学区域
住所上記で「広島県尾道市」の後に「西則末町、東則末町、桜町、門田町、栗原西1丁目（一部）、栗原西2丁目、栗原東1-2丁目（一部）、栗原町（一部）、長江3丁目（一部）、吉和町（一部）、久山田町」が続く地域。中学校区は基本的に尾道市立栗原中学校。
校章
栗の葉を背景にして、中央に「リ」の文字を円状に9個ならべて「クリ（9リ）」を表し、「栗小」の文字（縦書き）を置いている。
校歌
作詞は井上伊策（井上九峯・栗原小学校第19代校長　昭和23年4月～昭和27年3月）、作曲は西崎嘉太郎による。歌詞は3番まであり、校名は歌詞中に登場しない。
イメージキャラクター
「くりりん」

## 沿革
- 1874年（明治7年）1月1日 - 真言宗明光寺（栗原町川上）境内に「普通小学校」が設置される。
- 1876年（明治9年）- 烏須井八幡神社（川上八幡社）の境内に移転。
- 1879年（明治12年）- 栗原村門田（もんでん）の堀井力松氏宅を借りて移転。
- 1880年（明治13年）- 同上敷地の隣地に校舎を新築し移転する。
- 1881年（明治14年）-栗原村向峠（むかいだお）津川謙治氏宅を借りて「分教場東校」を創設。
- 1882年（明治15年）-「御調郡第二小学校区　栗原西小学校」と改称。
- 栗原村川上烏須井八幡神社境内に「長田校」、栗原村竹屋の西迫庄松氏宅を借りて「竹屋校」、
- 栗原村三軒家の吉源酒場付近に「南校」の三分教場を創設。
- 1886年（明治19年）- 小学校令の施行により、尋常科（修業年限4年）を設置の上、「尋常栗原小学校」に改称。
- 運営は栗原村による。分教場を門田に合併する。
- 1888年（明治21年）-栗原村則末（のりすえ）（＝烏須井八幡神社境内の隣地）の 現在地に木造校舎が完成。
- 1892年（明治25年）- 「栗原尋常小学校」に改称（「尋常」の位置が変更される）。
- 1900年（明治33年）- 栗原村三軒家の曹洞宗済法寺に高等小学校を設置し、栗原村立栗原高等小学校も併設。
- 尋常科4年を修了した後に2～4年間学ぶ学校であった。
- 1908年（明治41年）4月 - 小学校令の改正により、義務教育年限（尋常科の修業年限）が4年から6年に延長される。これにより尋常科5年を新設。
- 1909年（明治42年）4月 - 尋常科6年を新設。栗原高等小学校と統合され、「栗原尋常高等小学校」（尋常科6年・高等科2年）に改称。
- 1923年（大正12年）
  - 3月1日 - 栗原村が町制施行で栗原町となったため、「栗原町立栗原尋常高等小学校」となる。この年、講堂が新築落成する。
- 1925年（大正14年）- 栗原実業補習学校を併設。
- 1926年（大正15年）- 栗原青年訓練所を併置。
- 1935年（昭和10年）6月 - 青年学校令の施行により併設の実業補習学校と青年訓練所が統合され、栗原青年学校とし併置される。
- 1937年（昭和12年）4月1日 - 栗原町が尾道市に編入されたため、尾道市立の小学校となる。奉安殿が落成する。
- 1941年（昭和16年）4月1日 - 国民学校令の施行により「尾道市立栗原国民学校」と改称。尋常科を初等科に改める（初等科6年・高等科2年）。
- 1945年（昭和20年）-　GHQの指令により奉安殿が除去される。天皇・皇后（昭和天皇・香淳皇后）、皇太后（貞明皇后）、明治天皇・照憲皇太后、大正天皇の御真影を県庁に奉還する。
- 1946年（昭和21年）-　栗原小学校育友会が創立される。育友会初代会長は青山俊三（医師、のちの尾道市議会議長、尾道市教育委員長、尾道市第20代市長）。
- 1947年（昭和22年）4月1日 - 学制改革（六・三制）が行われる。
  - 旧・栗原国民学校の初等科は「尾道市立栗原小学校」（現校名）となる。修業年限を6年とする。
  - 旧・栗原国民学校の高等科は青年学校の普通科と統合され尾道市立栗原中学校（新制中学校）となる。修業年限は3年となる。
    - 栗原中学校の校舎が完成するまでの間、小学校校舎を貸与。
- 1950年（昭和25年）- 完全給食を開始。
- 1953年（昭和28年）4月1日 - 尾道市立日比崎小学校の新設に伴い、日比崎小学校学区の１年生は日比崎小学校へ入学する。
- 日比崎地区の児童が、随時転出。
- 1954年（昭和29年）4月1日 - 栗原幼稚園が併設される。この年、創立80年記念式典を挙行する。
- 1964年（昭和39年）2月16日 - 創立90周年記念式典を挙行する。
- 1965年（昭和40年）- 運動場を拡張。
- 1966年（昭和41年）- 講堂において、尾道バイパスの道路起工式が行われる。
- 1968年（昭和43年）- 鉄筋コンクリート造校舎（第一期工事）が完成。木造の第1校舎・第2校舎西半分を解体。プールが完成。
- 1969年（昭和44年）から1972年（昭和47年）- 新校舎（第二期～第五期）が完成。
- 1974年（昭和49年）- 創立100周年記念式典を挙行。『創立百周年記念誌』（非売品）を発刊する。
- 1977年（昭和52年）- 屋内運動場が完成。
- 1978年（昭和53年）- 校庭開放事業として栗の木学級を開始。
- 1980年（昭和55年）4月1日 - 尾道市立栗原北小学校の新設に伴い、該当地区の児童が転出。
- 1984年（昭和59年）- 烏須井橋交差点陸橋が完成。
- 1987年（昭和62年）- 栗原歴史民俗資料館を併設。
- 1991年（平成3年） - 大規模改修工事（北校舎の西半分）が完了する。
- 1992年（平成4年） - 大規模改修工事（北校舎の東半分）が完了する。
- この年より学校週5日制が開始され、土曜日が休日となる。米飯給食開始。
- 1993年（平成5年）- コンピュータ教室が完成。
- 2003年（平成15年） - 創立１３０周年記念式典、祝賀会を挙行する。タイムカプセルを埋設し記念植樹等を行う。
- 2007年（平成19年）4月1日 - 尾道市立久山田小学校（北緯34度25分27.1秒 東経133度9分52.9秒 / 北緯34.424194度 東経133.164694度）を統合。
- 2014年（平成26年） - 創立140周年記念式典を挙行する。
- 2020年（令和2年）　- 3月　併設の栗原幼稚園が閉園する。

## 周辺
- 尾道則末郵便局
- 栗原川

## アクセス
最寄りのバス停留所
- おのみちバス 「うすい橋」、「栗原小学校北」にて下車

最寄りの幹線道路
- 尾道バイパス（国道2号）栗原IC　東へ200m
- 国道184号

## 著名な出身者
（五十音順）
- 青山高治（アナウンサー） - RCC中国放送、広島修道大学卒業
- 細谷佳正（声優） - 東京アナウンス学院卒業